# Toquí alablanc
El toquí alablanc (Atlapetes leucopterus) és un ocell de la família dels passerèl·lids (Passerellidae).

## Descripció i ecologia
Mesura uns 15 cm', té el dors i la cua grisos i un gris més clar el pit i ventre. La corona és negra amb una cresta bruna (A. l. dresseri) o blanca (A. l. paynteri). La gola i costats del coll són blancs amb una franja malar negra. Té una cridanera taca blanca a l'ala. Alguns individus mostren taques blanques a la cara i al cap. Cerca l'aliment als matolls i el sotabosc dels boscos caducifolis. És similar al toquí capblanc (Atlapetes albiceps) però el toquí alablanc es distingeix pel cap negre i la cresta bruna o blanca.

## Hàbitat i distribució
Habita la selva i el bosc als Andes Occidentals i sud-oest de l'Equador, nord-oest i nord del Perú central.
La subespècie A. l. dresseri és poc comú al sotabosc dels boscos semicaducifolis al vessant nord-oest dels Andes en elevacions que oscil·len entre 400 i 2200 m.
La subespècie A. l. paynteri es troba en hàbitats més humits al vessant est dels Andes en elevacions que oscil·len entre 1700 i 2200 m. També passa a Equador.

## Etimologia
El nom «Atlapetes» deriva del grec antic “Atles” que en la mitologia grega va ser un tità que va ser convertit en una muntanya. «Pets» deriva també del grec antic i significa “ocell”. L'epítet «leucóptero» prove del grec antic «leukos» que significa “blanc” i «pteros»“ amb ales”.

## Taxonomia
La majoria de les autoritats taxonòmiques (Clements, IOC. ITIS) basant-se en els estudis de Ridgely & Tudor (1989) [Ridgely, 1989 #3271] i de Jaramillo (2011) [Jaramillo, 2011 #15337] reconeixen tres subespècies:
- A. l. leucopterus (Jardine, 1856) localitzat al nord-oest d'Equador.
- A. l. dresseri (Taczanowski, 1883) sud-oest d'Equador i oest de Perú.
- A. l. paynteri (Fitzpatrick, 1980) centre sud d'Equador i centre nord de Perú.

Tanmateix, HBW & BirdLife Taxonomic Checklist v8 (desembre 2023) consideren que la població del nord-est de les Regions de Piura i Cajamarca, al Perú, pertanyen en realitat a una espècie diferent:
- Atlapetes paynteri (Fitzpatrick, 1980) - toquí de Paynter[9]